# The Dean Martin TV Show (album)
The Dean Martin TV Show – dwudziesty drugi studyjny album muzyczny Deana Martina z 1966 roku zaaranżowany przez Erniego Freemana i wydany przez Reprise Records. Został tak nazwany, aby wykorzystać ogromny sukces jego programu telewizyjnego The Dean Martin Show, ale nie jest ścieżką dźwiękową z programu. Martin odszedł w nim od swojego stylu country-pop i wykonał zamieszczone na nim utwory w stylu jazzu wokalnego i popu tradycyjnyjnego, który ostatni raz zaprezentował w swoim albumie Dream with Dean z 1964 roku. 
Jest to ostatni z pięciu albumów studyjnych, które Martin wydał w 1966 roku. Poprzednie z nich to na przykład The Hit Sound of Dean Martin lub Dean Martin Sings Songs from „The Silencers”. 

## Utwory
| 1.  | If I Had You (Jimmy Campbell, Reg Connelly, Ted Shapiro)                 | 2:32  |
|     |                                                                          |       |
| 2.  | What Can I Say After I Say I'm Sorry? (Walter Donaldson, Abe Lyman)      | 2:00  |
|     |                                                                          |       |
| 3.  | The One I Love (Belongs to Somebody Else) (Isham Jones, Gus Kahn)        | 2:10  |
|     |                                                                          |       |
| 4.  | S'posin' (Paul Denniker, Andy Razaf)                                     | 2:27  |
|     |                                                                          |       |
| 5.  | It's the Talk of the Town (Jerry Livingston, Al J. Neiburg, Marty Symes) | 2:20  |
|     |                                                                          |       |
| 6.  | Baby Won't You Please Come Home (Charles Warfield, Clarence Williams)    | 2:05  |
|     |                                                                          |       |
| 7.  | I've Grown Accustomed to Her Face (Alan Jay Lerner, Frederick Loewe)     | 2:12  |
|     |                                                                          |       |
| 8.  | Just Friends (John Klenner, Sam M. Lewis)                                | 2:37  |
|     |                                                                          |       |
| 9.  | The Things We Did Last Summer (Sammy Cahn, Jule Styne)                   | 2:37  |
|     |                                                                          |       |
| 10. | Home (Harry Clarkson, Peter van Steeden)                                 | 2:27  |
|     |                                                                          |       |
|     |                                                                          | 23:27 |
|     |                                                                          |       |